# Kigali City Tower
Kigali City Tower est un immeuble de bureaux et de commerce de grande hauteur à usage mixte situé à Kigali, la capitale du Rwanda. Le complexe se compose d'une tour de vingt étages, la plus haute du pays, d'un centre commercial de quatre étages et d'un bloc de parking, avec un espace divisé entre des bureaux loués et des points de vente. Les principaux détaillants comprennent le supermarché Nakumatt, le Bourbon Coffee et un cinéma comprenant quatre salles. 
Le bâtiment, sur le site d'une ancienne gare routière, a été développé par l'homme d'affaires rwandais Hatari Sekoko et construit par des ingénieurs chinois. Les travaux de construction ont commencé en 2006 et le complexe a ouvert ses portes en 2011. 
Le bâtiment se compose de trois éléments, la tour, haute de vingt étages, le centre commercial de quatre étages et un bloc de stationnement pour voiture qui est également haut de quatre étages. Depuis 2013, la tour est le plus haut bâtiment de Kigali et du Rwanda,. La surface totale de surface commerciale est d'environ 10 000 m2 tandis que l'espace de bureau est de 7 000 m2. 